# Pelican books
Pelican books, omfattande populärvetenskaplig bokserie utgiven av Penguin Books sedan 1937.
| Volym | Titel                         | Författare           | Utgivningsår |
| ----- | ----------------------------- | -------------------- | ------------ |
| 121   | Mathematician's delight       | W. W. Sawyer         | ?            |
| 327   | Prelude to mathematics        | W. W. Sawyer         | ?            |
| 637   | The gentle art of mathematics | D. S. Tunstall Pedoe | 1963         |